# Pfarrkirche Neufelden

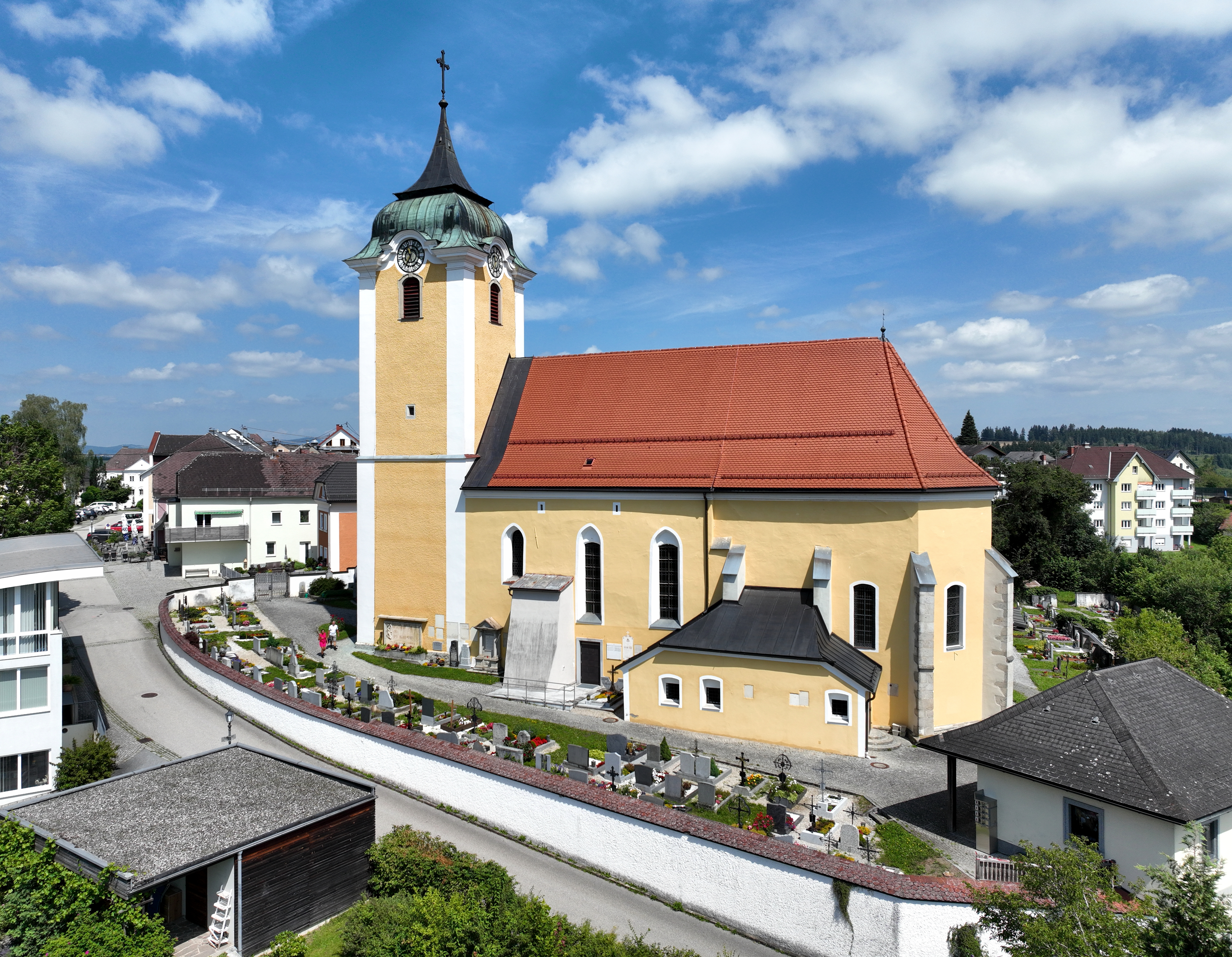
Katholische Pfarrkirche Hll. Philippus und Jakobus in Neufelden

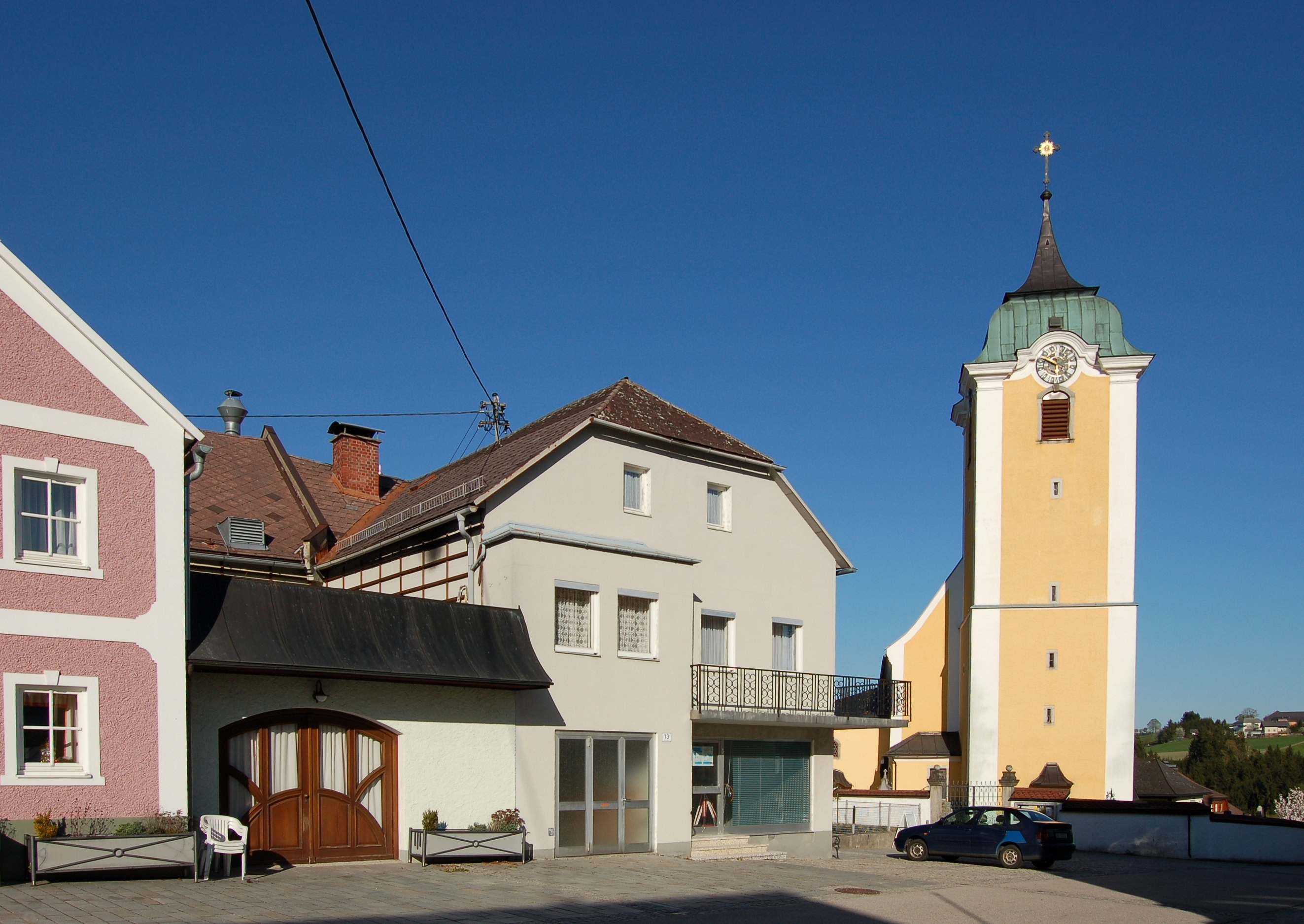
Marktplatz mit Pfarrkirche

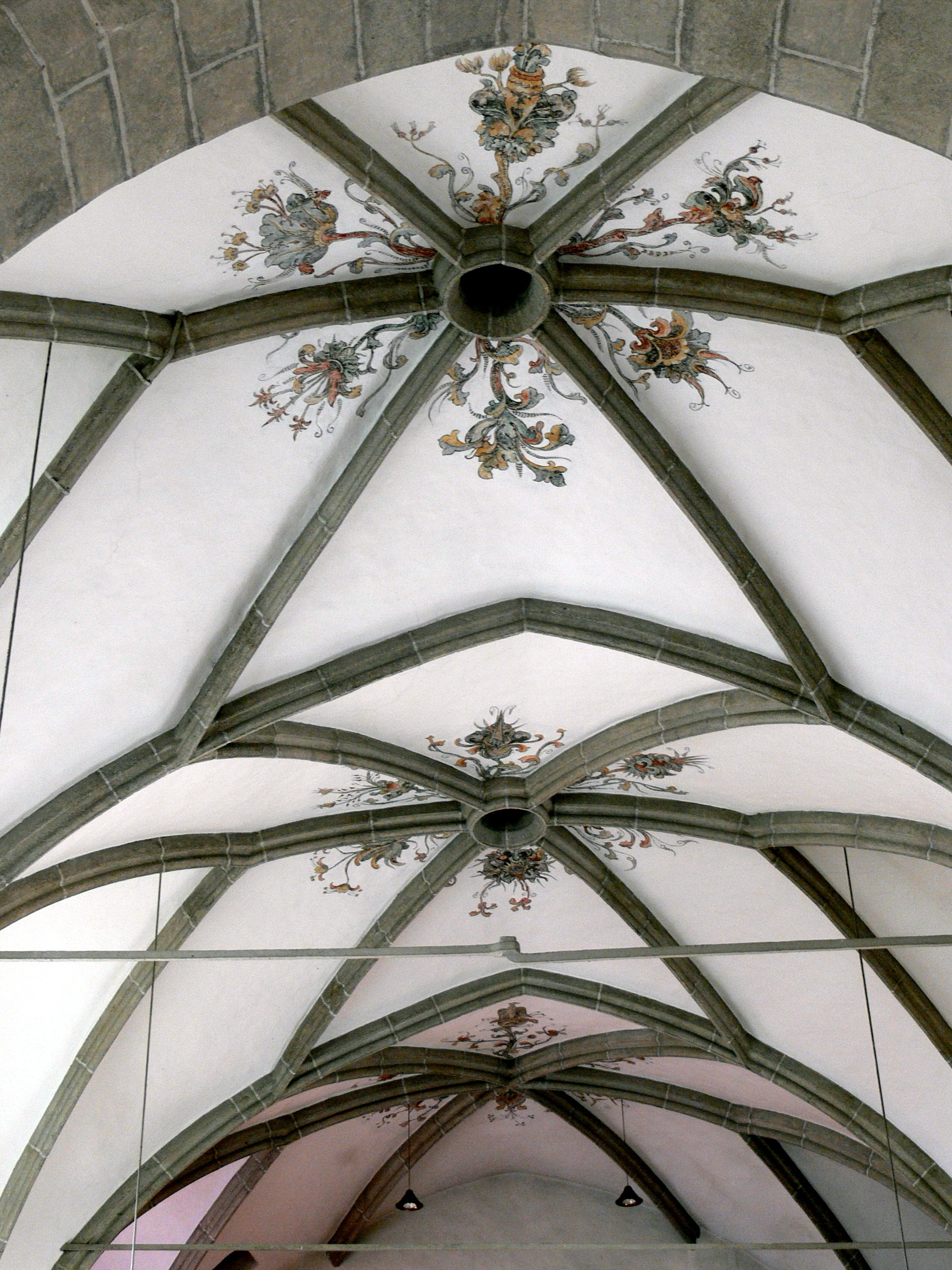
Springrautengewölbe

Die Pfarrkirche Neufelden steht südöstlich am Ende des Marktplatzes über einem Steilhang zur Großen Mühl im Ort Neufelden in der gleichnamigen Marktgemeinde im Bezirk Rohrbach im oberen Mühlviertel in Oberösterreich. Die auf die Heiligen Philippus und Jakobus geweihte römisch-katholische Pfarrkirche gehört zum Dekanat Altenfelden in der Diözese Linz. Das Kirchengebäude steht unter Denkmalschutz (Listeneintrag).

## Geschichte
Urkundlich wurde 1337 eine Filialkirche von Altenfelden genannt. Ab 1501 wohnte ein Priester im Ort. Ab 1667 ein Vikariat wurde die Kirche 1891 zur Pfarrkirche erhoben. Der Turm aus der Mitte bis zum Ende des 13. Jahrhunderts wurde im 15. Jahrhundert erhöht. Die Langhausmauern sind aus dem 14. Jahrhundert, der spätgotische Chor und das Langhausgewölbe entstanden im vierten Viertel des 15. Jahrhunderts. Die Totenkapelle, das heutige Chorgewölbe und der Turmaufbau entstanden mit dem Bildhauer Franz Stadler (1771). Die Erweiterung der Emporenbrüstung nach Norden erfolgte mit dem Bildhauer Franz Oberhuber (1859).

## Architektur
Die Kirche ist von einem ummauerten Friedhof umgeben. Die bemerkenswerte dreijochige spätgotische Wandpfeilerkirche mit einem Springrautengewölbe beinhaltet ältere gotische Langhausmauern. Der spätgotische zweijochige nur wenig eingezogene Chor hat einen flachen Dreiachtelschluss und ist mit einem barocken Platzlgewölbe überwölbt. Der mächtige mittelalterliche Turm als ehemaliger Wehrturm ist in der Flucht der südlichen Langhauswand der Westfassade vorgestellt. Nördlich an Langhaus und Chor ist eine spätbarocke Totenkapelle angebaut, zweijochig mit einem abgeschnürten Triumphbogen und einem einjochigen Chor mit einem geraden Schluss, überwölbt mit Stichkappentonnen. Die barocke Vorhalle der Totenkapelle unter einen Stichkappentonne. Südlich an Langhaus und Chor ist eine eingeschoßige spätbarocke Sakristei angebaut.

## Ausstattung
Die bemerkenswerten Altäre wurden um 1760 wohl von den Bildhauern Franz Stadler und Antony Andres geschaffen.